# 山加積村
山加積村（やまかづみむら）は、かつて富山県中新川郡にあった村。

## 沿革
- 1889年（明治22年）4月1日 - 町村制の施行により、上新川郡黒川村、本江村、田林村、熊林村、小森村、東福寺野村、円念寺村、東福寺村の区域の一部、護摩堂村、五位尾村及び開谷村がの区域をもって、上新川郡山加積村が発足する。
- 1896年（明治29年）3月29日 - 郡制の施行のため、上新川郡の区域から分立して、中新川郡が発足により、中新川郡に所属となる。
- 1953年（昭和28年）9月10日 - 中新川郡上市町、柿沢村、大岩村、宮川村、南加積村及び山加積村が合併して、中新川郡上市町が発足する。
- 1956年（昭和31年）6月1日 - 中新川郡上市町の区域の内、旧中新川郡山加積村の区域にあたる大字本江、田林、東福寺、東福寺野、五位尾の区域の一部及び黒川の区域の一部の区域を滑川市に編入する。なお、滑川市側では編入後も出張所は設置されず、山加積農協内に連絡員を配置していた[3]。

## 歴代村長
出典→
- 初代：山口清作（1889年5月22日 - 1893年5月21日）
- 2代目：永原保之丞（1893年5月30日 - 1897年8月18日）
- 3代目：山口清作（1897年9月2日 - 1899年5月30日）
- 4代目：永原保之丞（1899年7月18日 - 1903年7月17日）
- 5 - 7代目：按田侃延（1903年7月27日 - 1912年11月10日）
- 8、9代目：下坂伊作（1912年12月25日 - 1920年12月24日）
- 10 - 13代目：永田菊次郎（1921年4月5日〔これ以前の1月14日選任につき職務執行〕 - 1934年8月23日）
- 14代目：三浦忠兵衛（1934年8月24日 - 1934年10月5日）
- 15代目：永田菊次郎（1934年11月14日 - 1936年2月18日）
- 16代目：稲谷文右衛門（1936年2月18日 - 1937年3月31日）
- 17、18代目：永原省吾（1937年4月1日 - 1939年2月28日）
- 19、20代目：巽村重（1939年3月27日 - 1946年10月2日）
- 21代目：石田成義（1947年4月5日 - 1951年4月4日）
- 22代目：福田福次郎（1951年4月5日 - 1953年9月9日）